# Кисавос (Гревенско)
Кѝсавос (на гръцки: Κίσσαβος) е планина в Гревенско, Гърция.

## Описание
Кисавос е малка планина, разположена в източната част на Гревенско, на юг и Червена гора (Вуринос). Денивелацията от терена е около 350 m.
Скалите ѝ са офиолити.
Изкачването до върха може да се извърши от село Варис (Варище, 740 m) за около 2 часа.
| Име     | Име      | Височина | Местоположение           |
| ------- | -------- | -------- | ------------------------ |
| Кисавос | Κίσσαβος | 1094 m   | в централната част       |
| Колуди  | Καλούδι  | 816 m    | в ЮИ част, СИ над Пилори |